# دده آلن
دده آلن (انگلیسی: Dorothea Carothers "Dede" Allen; ۳ دسامبر ۱۹۲۳ – ۱۷ آوریل ۲۰۱۰) یک تدوین‌گر اهل ایالات متحده آمریکا بود. وی بین سال‌های ۱۹۴۸ تا ۲۰۰۸ میلادی فعالیت می‌کرد.

## بخشی از فیلمشناسی
- ۱۹۵۹ - به فردا امیدی نیست
- ۱۹۶۱ - بیلیاردباز
- ۱۹۶۳ - آمریکا، آمریکا
- ۱۹۶۷ - بانی و کلاید (فیلم)
- ۱۹۶۸ - راشل، راشل
- ۱۹۶۹ - رستوران آلیس (فیلم)
- ۱۹۷۰ - بزرگ‌مرد کوچک (فیلم ۱۹۷۰)
- ۱۹۷۲ - سلاخ‌خانه شماره پنج (فیلم)
- ۱۹۷۳ - سرپیکو
- ۱۹۷۵ - بعدازظهر سگی (فیلم ۱۹۷۵)
- ۱۹۷۶ - آب‌بندهای میسوری
- ۱۹۸۱ - سرخ‌ها
- ۱۹۸۵ - کلوپ صبحانه
- ۲۰۰۲ - جان کیو
- ۲۰۰۴ - برش نهایی (فیلم ۲۰۰۴)
- ۲۰۰۸ - کرم‌های شب‌تاب باغ